# Aleksandr Baranow (zapaśnik)
Aleksandr Michajłowicz Baranow (ros. Александр Михайлвоич Баранов; ur. 27 maja 1958) – radziecki zapaśnik startujący w stylu klasycznym.
Drugi w Pucharze Świata w 1980. Mistrz świata juniorów w 1977 i Europy młodzieży w 1978 roku.
Wicemistrz ZSRR w 1980; trzeci w 1977 i 1983 roku.